# Берклі (Колорадо)
Берклі (англ. Berkley) — переписна місцевість (CDP) в США, в окрузі Адамс штату Колорадо. Населення — 12 536 осіб (2020).

## Географія
Берклі розташоване за координатами 39°48′27″ пн. ш. 105°1′45″ зх. д. / 39.80750° пн. ш. 105.02917° зх. д. (39.807493, -105.029129).  За даними Бюро перепису населення США в 2010 році переписна місцевість мала площу 10,85 км², з яких 9,62 км² — суходіл та 1,23 км² — водойми.

## Демографія
Згідно з переписом 2010 року, у переписній місцевості мешкало 11 207 осіб у 3902 домогосподарствах у складі 2559 родин. Густота населення становила 1033 особи/км².  Було 4162 помешкання (384/км²).
Расовий склад населення:
| - 66,3 % — білих - 4,0 % — азіатів - 2,0 % — корінних американців - 1,6 % — чорних або афроамериканців - 0,1 % — вихідців з тихоокеанських островів - 21,9 % — осіб інших рас |

До двох чи більше рас належало 4,1 %. Частка іспаномовних становила 55,7 % від усіх жителів.
За віковим діапазоном населення розподілялося таким чином: 27,8 % — особи молодші 18 років, 62,8 % — особи у віці 18—64 років, 9,4 % — особи у віці 65 років та старші. Медіана віку мешканця становила 32,5 року. На 100 осіб жіночої статі у переписній місцевості припадало 105,4 чоловіків;  на 100 жінок у віці від 18 років та старших — 107,0 чоловіків також старших 18 років.
Середній дохід на одне домашнє господарство  становив 57 232 долари США (медіана — 48 214), а середній дохід на одну сім'ю — 62 767 доларів (медіана — 53 221). Медіана доходів становила 39 670 доларів для чоловіків та 33 308 доларів для жінок. За межею бідності перебувало 18,7 % осіб, у тому числі 24,8 % дітей у віці до 18 років та 8,7 % осіб у віці 65 років та старших.
Цивільне працевлаштоване населення становило 5740 осіб. Основні галузі зайнятості: освіта, охорона здоров'я та соціальна допомога — 14,4 %, будівництво — 13,2 %, мистецтво, розваги та відпочинок — 11,9 %, роздрібна торгівля — 11,8 %.